# Falkenhain
Falkenhain este o comună din landul Saxonia, Germania. Se află la o altitudine de 144 m deasupra nivelului mării. Are o suprafață de 73,25 km².